# Чифли, Бен
Джо́зеф Бе́недикт Чи́фли (англ. Joseph Benedict Chifley; 22 сентября 1885 — 13 июня 1951) — австралийский политик и 16-й премьер-министр Австралии от Австралийской лейбористской партии, был одним из наиболее влиятельных премьер-министров Австралии.
Среди достижений его правительства были послевоенное иммиграционное законодательство, введение австралийского гражданства в 1949, введение системы социальной защиты для безработных, учреждение Службы занятости Содружества, программа массового жилищного строительства, основание Университетской комиссии и Австралийского национального университета с целью создания системы доступного высшего образования, расширение бесплатной медицины и введение субсидий на медикаменты, создание национальных авиалиний TAA, сооружение гидрокомплекса Сноуи, основание Австралийской службы безопасности и разведки (Australian Security Intelligence Organisation, ASIO). Во время его полномочий был проведен один из нескольких успешных референдумов по изменению Австралийской конституции.

## Ранние годы (1885—1917)
Родился в Батерсте, Новый Южный Уэльс, в семье кузнеца, католика ирландского происхождения. Он был одним из четырёх братьев и от 5 до 14 лет, большую часть времени рос в семье своего деда, потерявшего все свои сбережения во время банковского краха 1892: от которого он с ранних лет и на всю жизнь перенял неприязнь к частным банкам. Он обучался в Римско-католических школах в Батерсте, а в 15 лет устроился на работу на железные дороги Нового Южного Уэльса.
Бан Чифли стал машинистом. Он был одним из основателей австралийского профсоюза железнодорожников и активным деятелем Лейбористской партии. В 1914 он женился на Элизабет Маккензи. Она была пресвитерианкой; чтобы жениться на ней Чифли навсегда отказался от католичества. В 1917 он стал одним из лидеров длительной забастовки, из-за чего он был уволен. Он был восстановлен на работе в 1920 при лейбористском правительстве Нового Южного Уэльса во главе с Джеком Лангом. Он представлял свой профсоюз в промышленном трибунале и самостоятельно изучил трудовое право.

## Начало политической карьеры (1928-44)
В 1928, со второй попытки, Чифли был избран в Палату представителей от избирательного округа Макуэри. Он был сторонником экономической политики правительства Джеймса Скаллина и в 1931 был назначен министром обороны. На федеральных выборах 1931 правительство Скаллина потерпело поражение, и Чифли потерял свой пост. Во время Великой депрессии он выживал за счет сбережений семьи его жены и за счет доли в местной газете Батерста National Advocate.
В 1935 правительство Джозефа Лайонса назначило его членом Королевской банковской комиссии, занимавшейся предметом, в котором он стал экспертом. На этом посту он подготовил отчет рекомендующий национализировать частные банки.
Затем Чифли был вновь избран в Палату представителей в 1940 и в следующем году он стал Казначеем (министром финансов) в лейбористском правительстве Джона Кэртина. Хотя заместителем Кэртина был Фрэнк Форд министром стал Чифли — главная надежда Кэртина, и он контролировал большую часть внутренней политики пока Кэртин был занят военными усилиями. Он осуществлял контроль над значительным увеличением правительственных расходов и налогообложения вызванных войной и ввел режим экономического регулирования который сделал его весьма непопулярным среди бизнеса и прессы.

## Премьер-министр (1945-49)
После смерти Кэртина в июле 1945, на очень короткий срок премьер-министром стал Форд, но Чифли победил его на выборах руководителя партии и сменил его спустя 6 дней. Только что закончилась война, была восстановлена нормальная политическая жизнь, и Чифли столкнулся с Робертом Мензисом и его новой Либеральной партией на выборах 1946, на которых Чифли одержал убедительную победу. В послевоенные годы Чифли сохранял военный режим управления экономикой, в том числе крайне непопулярные талоны на бензин. Отчасти он шёл на это, чтобы помочь Великобритании в её послевоенных экономических трудностях. Этому помогало то, что Чифли возглавлял Департамент послевоенной реконструкции как министр.
Чувствуя силу своей власти, Чифли решил, что настало время перейти к осуществлению лейбористских принципов демократического социализма. В 1947 он объявили о намерении правительства национализировать банки. Это спровоцировало массовую оппозицию в прессе и лейбористы потеряли поддержку среднего класса. В итоге Верховный Суд Австралии признал законопроект Чифли неконституционным.
Зимой 1949 произошла длительная массовая забастовка угольщиков, вызванная безработицей и тяжёлыми условиями труда. Чифли расценил эту забастовку как попытку Коммунистической партии Австралии занять место лейбористов в качестве рабочей партии и использовал армию для её подавления. Несмотря на это, Мензис использовал нараставшую истерию холодной войны, чтобы выставить лейбористов как капитулянтов перед коммунистами.
Эти события, наряду с ощущением, что Чифли и лейбористы ведут себя у власти всё более заносчиво, привели к победе либералов на выборах 1949. Чифли потерпел поражение с разрывом в 48 мест, что является самым тяжёлым поражением для правящей партии на федеральном уровне за всю историю Австралии. Чифли исполнилось 64 и он испытывал проблемы со здоровьем (как и Кэртин, он был заядлым курильщиком), но он отказывался сдаваться. Лейбористы сохраняли контроль над Сенатом, и Чифли воспользовался этим преимуществом, чтобы причинять неудобство правительству Мензиса при каждой инициативе. Мензис отреагировал законом о запрещении Коммунистической партии Австралии. Он ожидал, что Чифли заблокирует этот законопроект и предоставит ему повод для одновременного роспуска верхней и нижней палат парламента и новых выборов. Мензис очевидно надеялся на повторение своей успешной компании «мягкости перед лицом коммунизма», чтобы добиться большинства в обеих палатах. Однако, Чифли пропустил это закон (в конце концов он был отклонен Верховным судом).
Тем не менее несколько месяцев спустя, когда Чифли отклонил законопроект Мензиса о банковской деятельности, Мензис распустил обе палаты парламента и назначил новые выборы в апреле 1951. Он добился контроля над обеими палатами парламента в результате выборов.
Через несколько недель Чифли умер от сердечного приступа в своем номере в отеле Курраджонг в Канберре (он жил в нём с тех пор как стал премьер-министром, отказываясь переехать в официальную резиденцию Лодж). Мензис получил известие о кончине Чифли во время официальной церемонии в Альберт Холле в Канберре, в честь 50-летия создания Австралийского Союза. Обычно невозмутимый, «Безжалостный Минг» (как звали его недоброжелатели) оказался в сложном положении; он распорядился прекратить торжества, из уважения к своему предшественнику и сопернику, которого (за все предыдущее десятилетие политической борьбы) он не переставал уважать лично.

## «Легенда Чифли»
Как и Кэртин, Чифли стал иконой лейбористского движения, но основа «Легенды Чифли» заключается в другом. Кэртин в основном запомнился своим руководством во время войны и созданием американо-австралийского альянса. Чифли вспоминается левыми как единственный лейбористский премьер-министр, который пытался добиться воплощения социалистических идей.
Спустя более 30 лет после его смерти имя Чифли все ещё возбуждало страсти. В 1987 лейбористское правительство Нового Южного Уэльса решило назвать строящийся в западном пригороде Сиднея университет Университетом Чифли. Когда в 1989 новое либеральное правительство переименовало его в Университет Западного Сиднея, это вызвало бурные споры. Согласно дебатам 1997 после того, как лейбористы снова возглавили правительство, решение переименовать Университет Чифли отражающее желание присвоить имя Западного Сиднея важному учреждению, и в конце концов эта идея получила поддержку Боба Карра, позже ставшего премьер-министром Нового Южного Уэльса.
Места и учреждения названы в честь Чифли. В его честь была названа главная библиотека Австралийского Национального Университета. Сеть австралийских отелей, здание и сквер в центре Сиднея и два пригорода в Канберре и Сиднее. Несколько публичных высших школ в Западном Сиднее называются Колледж Чифли, а также несколько студенческих общежитий в Батерсте в 2007 были названы Чифли Хиллс. Многие из его реформ продолжают действовать.
В течение многих лет Чифли жил раздельно со своей женой: в момент его смерти с ним была его секретарь Филлис Доннели. Многолетние подозрения что они были любовниками подтвердились в биографии Дэвида Дэя опубликованной в 2001.

## Свет на холме
«Я хочу думать, что рабочее движение существует не для того, чтобы кто-то подзаработал или стал премьером, а чтобы принести пользу людям, сделать лучше жизненные стандарты, сделать массы людей счастливее. У нас есть великая цель — наш свет на холме — к которой мы стремимся, работая на совершенствованием человечества не только здесь, но и всюду, куда мы можем протянуть руку помощи. И кроме этого, рабочему движению не стоит бороться за что-либо иное» Цитата из речи «Свет на холме» 12 июня 1949.